# Nikki Delano

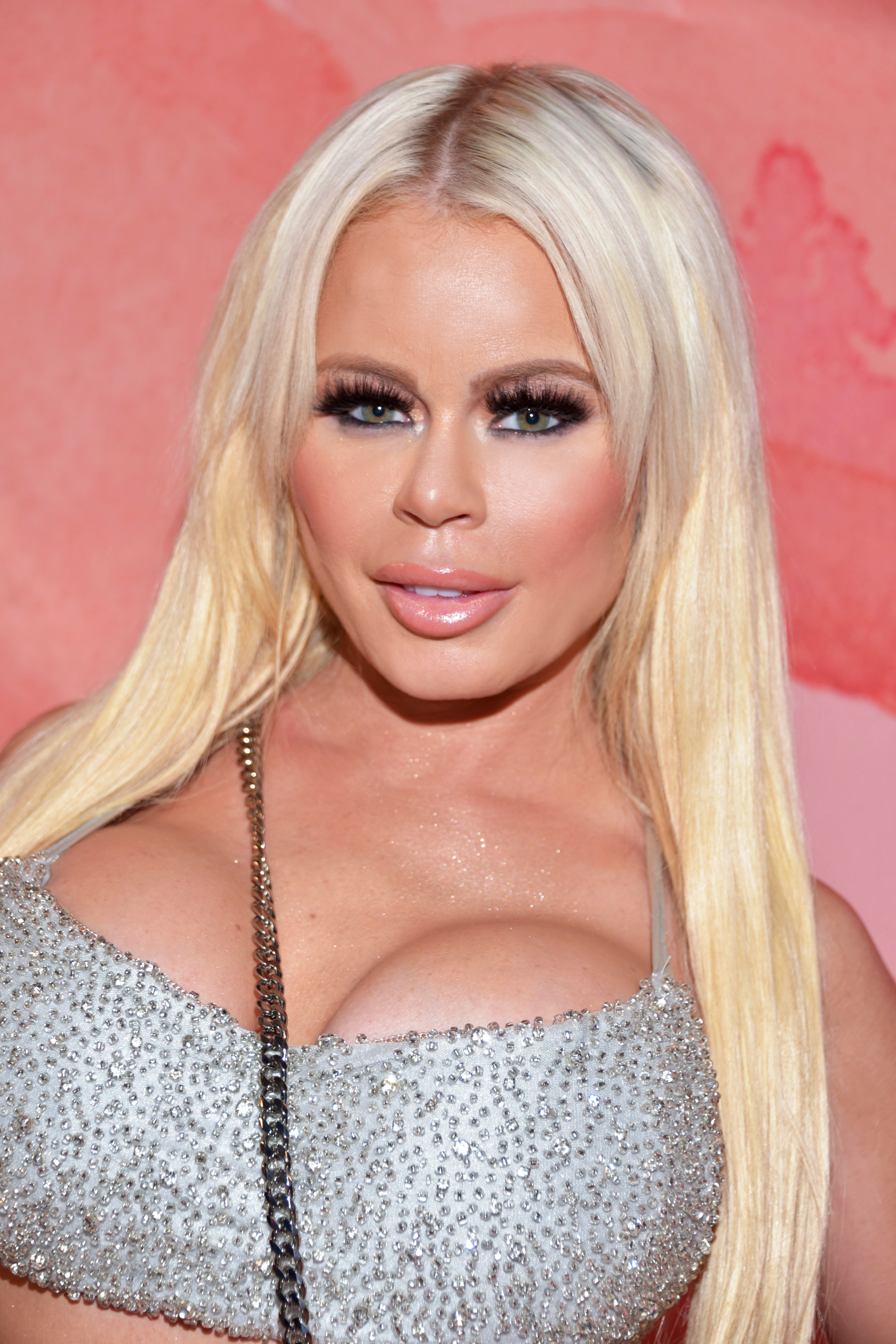
Nikki Delano (2019)

Nikki Delano (* 12. April 1986 in Brooklyn, New York) ist eine US-amerikanische Pornodarstellerin.

## Leben
Nikki Delano ist gemischter italienischer, kolumbianischer und puerto-ricanischer Abstammung. Als ältestes von acht Kindern wuchs sie in einer streng katholischen Familie auf und besuchte die katholische Schule, wo sie eine Ehrenschülerin war und an Gymnastik teilnahm. Nikki absolvierte das John Jay College für Strafjustiz mit einem Bachelor-Abschluss in Forensischer Psychologie und einem Doppel-Nebenfach in Suchtstudien und Kriminologie. Delano arbeitete als Büroleiterin für die Bank of America, bevor sie ihre Karriere im Pornofilm begann. Sie war auch eine exotische Tänzerin und Turnerin und war über ein Jahr lang ein Mainstream-Model, bevor sie von einem Talentscout für die Website für Erwachsene Brazzers auf ihrer ModelMayhem-Seite kontaktiert wurde.
Nikki trat am 7. Februar 2011 in die Erotikbranche ein und drehte ihr erstes Hardcore-Shooting für Brazzers in Miami, FL. Sie hat für Websites für Erwachsene wie Bangbros, Hustler und Reality Kings gearbeitet. Zu den bemerkenswerten Unternehmen, für die Nikki in X-bewerteten Filmen aufgetreten ist, gehören Exquisite, Adam & Eve, Devil's Film, Diabolic Video, Bang Productions, Lethal Hardcore, Pulse Distribution und Venus Girls Productions. Seit 2017 spielte sie in Filmen aufgrund ihres Alters verstärkt die Rolle einer MILF (Ausdruck). Im November 2011 startete sie ihre eigene offizielle Website. Delano hat sich zudem einen Namen als Strip-Tänzerin gemacht.
Im April 2017 war Delano in einer Folge der belgischen Reality-TV Show „Jani gaat...“ zu sehen, in der sie Webcamming bei einer Location in San Fernando Valley erklärt und dem belgischen TV-Moderator Jani Kazaltzis ein Interview gibt.
Im November 2020 wurde Delano aufgrund ihres starken Social Media Profils und Auftritts mit mehr als 2,4 Millionen Followern auf Instagram von Daily Dot als „Top Instagram Porn Influencer“ gelistet.
Im Januar 2021 war Nikki Delano in der Januar-Ausgabe des Männermagazins Hustler zu sehen.

## Filmografie (Auswahl)
- 2011: Housewife 1 On 1 Vol. 21
- 2011: Spouses Nut On A Latin Slut #2
- 2011: Beyond The Call Of Booty 4
- 2011: The Real Workout 4
- 2011: Big Tits Boss Vol. 18
- 2011: American Dad XXX: An Exquisite Films Parody
- 2011: Next Friday Night
- 2012: Flesh Hunter 11
- 2012: The Con Job
- 2012: CFNM Secret 7
- 2012: Ass Worship 14
- 2012: El Gordo Y La Flaca XXX
- 2012: Nylons 9
- 2012: Mean Bitches P.O.V. Vol. 5
- 2012: Big Tits in Sports Vol. 9
- 2012: MOFOS: Real Slut Party 6
- 2013: 8th Street Latinas Vol. 23
- 2013: Cum Drippers 10
- 2013: Anal Asses
- 2013: Big Wet Butts Vol. 11
- 2013: Battle of the Asses 5
- 2013: Just Visiting
- 2013: Perverted Ass Massage #2
- 2013: Blowjob Fridays Vol. 6
- 2014: Butthole Barrio Bitches 3
- 2014: Lex's Breast Fest #4
- 2014: Tribbing To Ecstasy
- 2014: Couples Seek Third
- 2014: Pure Ass
- 2014: 9 1/2 Weeks: An Erotic XXX Parody
- 2014: Internal Damnation 7
- 2015: Shy Love's Wet
- 2015: Asspirations 2
- 2015: Big Wet Asses 24
- 2015: Monster Curves Vol. 30
- 2015: My Wife's Hot Friend Vol. 25
- 2016: Trading Spouses
- 2016: Gazongas 15
- 2016: Seduced By Mommy #13
- 2016: Extreme Asses Vol. 22
- 2016: She Loves The Taste
- 2017: The Corruption Of The Babysitter
- 2017: Pimp My Wife 4
- 2017: MILF Fidelity Vol. 3
- 2017: Naughty Anal MILFS Vol. 5
- 2017: Mean Dungeon 10 (Cover Star)
- 2018: MilfDom 2
- 2018: Blonde Moms Blow Best 2
- 2018: Cuckold Family Affairs 2 (Cover Star)
- 2018: My Black Masseur Vol. 2
- 2018: MILF Performers Of The Year 2018
- 2018: DP Masters 6
- 2018: Cuckold Sessions #30
- 2018: FemDom Cuckold Blowjobs 2
- 2018: Mean Cuckold POV 4 (Cover Star)
- 2018: Deadpool XXX: An Axel Braun Parody
- 2018: Nikki (Cover Star)
- 2018: Axel Braun's Busty Hotwives
- 2018: Moms Suck Teens 6
- 2018: MILFS...Keeping It In The Family 2
- 2018: Dirty Wives Club Vol. 16: Big Tits Edition
- 2018: My Stepmom Caught Me Jerking Off (Cover Star)
- 2019: Top Heavy Happy Endings
- 2019: Senoritas 2
- 2019: Thickumz
- 2019: Momma Bosses (Cover Star)
- 2020: Revenge Fucks
- 2020: Babysitter Fantasies Vol. 4
- 2020: Cuckold & Conned
- 2020: Sinful Family Stories
- 2020: Dirty Wives Club Vol. 29 (Cover Star)
- 2020: Cuckers And Suckers
- 2020: Double D IR Lovers 2

## Auszeichnungen
- 2014 – NightMoves Award Winner: Best Butt[4]
- 2015 – NightMoves Award Fan Winner: Best Adult Film Star Feature Dancer
- 2017 – LALExpo Awards: Best Latin American Porn Star
- 2018 – Urban X Award Winner: Social Media Star of the Year[5]
- 2018 – NightMoves Award: Best „Adult Star“ Feature Dancer (Editor’s Choice)[6][7]